# Les Roquetes (Garraf)
Les Roquetes is een nederzetting in de gemeente Sant Pere de Ribes, in de comarca Garraf in de provincie Barcelona in Catalonië. Het dorp ligt echter dichter bij Vilanova i la Geltrú, waar het tegenaan gegroeid is, dan bij de hoofdplaats van de gemeente, Sant Pere de Ribes. Door sommige instanties wordt ook de onofficiële naam Les Roquetes del Garraf gebruikt, om onderscheid te maken met andere dorpen met dezelfde naam.
De nederzetting vierde in 2005 zijn 50-jarig bestaan. In 2016 woonden er 12.219 zielen.